# Philippe Fanoko Kossi Kpodzro
Philippe Fanoko Kossi Kpodzro (ur. 30 marca 1930 w Tomegbé, zm. 9 stycznia 2024) – togijski duchowny rzymskokatolicki, w latach 1992-2007 arcybiskup Lomé.

## Życiorys
Święcenia kapłańskie przyjął 20 grudnia 1959. 10 kwietnia 1976 został prekonizowany biskupem Atakpamé. Sakrę biskupią otrzymał 2 maja 1976. 17 grudnia 1992 został mianowany arcybiskupem Lomé. 8 czerwca 2007 przeszedł na emeryturę.